# Ensoñación excesiva
La ensoñación excesiva (en inglés, maladaptive daydreaming) es un fenómeno psicológico, caracterizado por una actividad fantasiosa excesiva que reemplaza la interacción humana e interfiere con el trabajo, las relaciones y las actividades generales.
Quien padece esta patología, sueña despierto o fantasea excesivamente, asumiendo roles y personajes en escenarios creados a su gusto. Las personas que padecen de ensoñación excesiva son conscientes de que los escenarios y personajes de sus fantasías no son reales y tienen la capacidad de determinar lo que es real.
Algunas personas con este trastorno han reportado que el fantasear se siente como una adicción y que tiene un impacto negativo en sus vidas.
Estas personas experimentan fantasías muy vívidas y complicadas y podrían desarrollar emociones hacia los personajes de sus fantasías; la mayoría de ellos mantiene en secreto esta conducta. El término maladaptive daydreaming fue acuñado por Eli Somer, y fue descrito en 2009 por Cynthia Schupak y Jesse Rosenthal, quienes publicaron los resultados de un estudio basado en cuestionarios vía electrónica en 2011.

## Antecedentes
El acto de soñar despierto se ha considerado desde hace tiempo como producto de material tácito o inconsciente. Freud sugirió originalmente que el acto de soñar despierto representaba un intento de solución a un estado de privación o conflicto subyacente en el individuo y que la fantasía surgida en la 
conciencia podría representar un término medio entre un deseo frustrado y los requisitos de ajuste social o restricciones morales de la sociedad. Los desarrollos posteriores en el psicoanálisis han enfatizado en los desarrollos libres de conflicto de la mente. Hartman (1958), por ejemplo, sugirió que la fantasía en sí misma no tiene que surgir solo de la frustración o la gratificación diferida, sino que puede servir para funciones adaptativas para el organismo desde el principio. Klinger (1971) sugirió que la mayor parte de las fantasías, tanto en el sueño normal como la ensoñación diurna son una representación de las «preocupaciones actuales».
No obstante, la ensoñación diurna no ha sido reconocida como un tema de investigación psicoanalítica o psicoterapia. Barth (1997), quien también notó este fenómeno, lo atribuyó al hecho de que los sueños diurnos raramente se mencionan espontáneamente en la terapia. Ella postuló que los sueños diurnos han permanecido inexplorados en la psicoterapia porque los terapeutas no preguntan por ellos, a pesar de ser un medio útil para ayudar a los pacientes a obtener acceso a su mundo interno. En su libro seminal, Daydreaming, Singer (1966) informó que el 96% de los adultos estadounidenses presumiblemente normales, educados, se involucraron en alguna forma de ensoñación. Se informó que esta actividad mental se produce principalmente cuando uno está solo (por ejemplo, en la cama antes de dormir) y se dice que se enfoca principalmente en la planificación de acciones futuras y la revisión de contactos interpersonales. Existen pocos datos sobre la cantidad de sueños diarios normales. En consecuencia, no existe información normativa sobre lo que constituye una ensoñación patológicamente elaborada o anormalmente extensa. Por otro lado, ha habido un esfuerzo fructífero para cuantificar los rasgos asociados con soñar despierto. En el contexto de un estudio de sujetos hipnóticos, Wilson y Barber (1981, 1983) descubrieron casualmente un grupo de soñadores que luego fueron catalogados como «personalidades propensas a la fantasía». Se decía que estos individuos compartían la tendencia a «vivir gran parte del tiempo en un mundo creado por ellos mismos, en un mundo de imágenes, imaginación y fantasía» (Wilson y Barber, 1981, p. 31). Los autores calcularon que la propensión a la fantasía se manifestaba hasta en un 4% de la población, y observaron que caracterizaban experiencias generalmente adaptativas, fantasías y rasgos de la personalidad. 
Se obtuvo un amplio apoyo para la construcción de Wilson y Barber por Lynn y Rhue y sus colaboradores (Lynn y Rhue, 1988; Lynn, Rhue y Green, 1988; Rhue y Lynn, 1989; Rauscenberger y Lynn, 1995). Wilson y Barber (1981) afirmaron que las personas propensas a la fantasía están, en general, bien adaptadas. Han argumentado que un 14% (Rhue, Lynn, Henry, Buhk y Boyd, 1990). Dos tercios de Rauscenberger y la muestra no clínica propensa a la fantasía de Lynn cumplían con los criterios del diagnóstico del Eje I pasado o presente del DSM-III-R (Asociación Psiquiátrica Americana, 1987). Informaron que, en comparación con los no fantaseadores, los fantaseadores eran significativamente más propensos a la depresión (1995). Este hallazgo estaba en línea con los datos informados previamente (por ejemplo, Giambara & Traynor, 1978; Singer, 1966, 1975). Concluyeron que para ciertos individuos, la propensión a la fantasía podría estar asociada con una psicopatología significativa. Gold, Gold, Milner y Robertson (1986) mostraron datos consistentes con la teoría de que las ensoñaciones de sujetos angustiados sirven como parte de un ciclo de retroalimentación negativa (Gold & Minor, 1983; Starker, 1982). Decidieron que las personas psicológicamente sanas usaran sus ensoñaciones de una manera que realza sus buenos sentimientos acerca de sí mismos mientras que las personas angustiadas interpretan sus ensueños como otro signo de debilidad o insuficiencia.
Se ha llevado a cabo una extensa serie de estudios de cuestionarios altamente estructurados con individuos normales para establecer el patrón de los procesos del flujo de conciencia. Este tipo de esfuerzo de investigación resultó en el desarrollo de subescalas específicas psicométricamente robustas (por ejemplo, Singer & Antrobus, 1963, 1972, Wilson y Barber, 1981) que permitieron una mayor investigación sobre varios tipos de ensoñación excesiva y variables de la personalidad relacionadas (por ejemplo, Giambara, 1977, Rauscenberger y Lynn, 1995). La ensoñación excesiva se define como una actividad de fantasía extensa que reemplaza la interacción humana y/o interfiere con el funcionamiento académico, interpersonal o vocacional. Poco se sabe sobre la experiencia y los contenidos de la ensoñación excesiva. Aunque la metodología cualitativa podría arrojar algo de luz sobre estos temas, no se han publicado estudios cualitativos en el campo.

## Análisis

### La ensoñación excesiva como desorden disociativo
Las personas que padecen ensoñación excesiva informan que su actividad fantaseante implica un enfoque intenso y absortivo en «mundos privados» espontáneos pero mantenidos y elaborados de fantasía, que se menciona en la literatura como «paracosmos» (MacKeith, 1983). De hecho, las experiencias de soñar despierto y de absorción se han identificado durante mucho tiempo como algo disociativo en la naturaleza. El factor de implicación de absorción-imaginativo de la Escala de Experiencias Disociativas (DES) se compone de experiencias benignas comunes, como estar absorto en una película o perder el hilo de una conversación (Carlson & Putnam, 1993). Estudios factoriales DES (por ejemplo, Ross, Joshi & Currie, 1991) muestran que los elementos de absorción/imaginación son mucho más comunes que los de los otros factores en la escala. Esta se debe principalmente a los elementos DES que buscan abordar la absorción no representan experiencias inherentemente patológicas. Esto es verdadero incluso cuando el puntaje en un elemento individual es alto.
La evidencia muestra que la absorción está asociada con la hipnotizabilidad (Smyser y Baron, 1993). La ausencia de una versión psicopatológica de la absorción ha llevado a afirmar que la absorción no está relacionada con el trauma, forma no clínica de disociación. Es un rasgo de personalidad asociado con experiencias normales benignas relacionadas con la capacidad de estar inmerso en un solo estímulo, ya sea externo (por ejemplo, un libro) o interno (por ejemplo, soñar despierto), mientras descuida otros estímulos en el medio ambiente (Kihlstrom, 2005). Las ensoñaciones excesivas pueden representar el final patológico de la absorción de experiencias de espectro. Recientemente, Somer, Lehrfeld, Jopp y Bigelsen (2016) han proporcionado más evidencia sobre la relación entre la Escala de Ensoñación Excesiva (MDS) y la disociación.
La correlación significativa entre el puntaje total del DES y el MDS puntaje (r = .55, p < .01) demostró que la actividad desadaptada inadaptada era similar al fenómeno más general de disociación. Un examen más cuidadoso de los puntajes de la subescala reveló que los ítems de absorción de los DES fueron más responsables de esta relación (r = .63, p < .01) que de la amnesia (r = .24, p < .01) o de los elementos de despersonalización (r = .39, p
< .01). Este patrón de asociaciones se corresponde con nuestro entendimiento de que la ensoñación excesiva es un proceso de absorción total en el mundo interior. La ensoñación excesiva parece tener fuertes propiedades disociativas caracterizadas principalmente por una propensión hacia la absorción.
Sin embargo, estos datos no son muy útiles para idear una disociación informada de la estrategia del tratamiento. Las experiencias de absorción no representan una disociación estructural postraumática. Los datos disponibles indican que solo el 27% de las personas que padecen ensoñación excesiva informan haber sufrido algún tipo de abuso físico, emocional o sexual en la infancia u otras formas de trauma. La mayoría informa sobre una infancia sin incidentes o feliz (Bigelsen y Schupak, 2011). Por lo tanto, las pautas de tratamiento diseñadas para la psicopatología disociativa severa relacionada con el trauma, como la DID (Sociedad Internacional para el Estudio del Trauma y la Disociación, 2011) pueden no ser pertinentes.

### La ensoñación excesiva como déficit de atención
Varios constructos interrelacionados asociados con la dificultad para permanecer enfocados en tareas externas se han descrito en la literatura como los que implican la ensoñación. El criterio de diagnóstico A1c (relacionado con el déficit de atención) para el trastorno por déficit de atención/hiperactividad (TDAH) describe un síntoma que alude al soñar despierto: «A menudo parece no escuchar cuando se habla directamente» (por ejemplo, la mente parece estar en otro lugar, incluso en ausencia de cualquier distracción obvia) (American Psychiatric Association, 2013). De hecho, soñar despierto a menudo se ha descrito como característico del TDAH (por ejemplo, Bokor y Anderson, 2014). La «distracción mental» —otro concepto asociado definido como un cambio de atención de una tarea a preocupaciones no relacionadas— también se ha asociado con soñar despierto (Marcusson-Clavertz, Cardeña y Terhune, 2016) y con el consiguiente deterioro del rendimiento (Mrazek et al., 2012). El tempo cognitivo lento (SCT) es otro constructo relacionado. Se formuló la hipótesis de que el SCT describía una constelación de comportamientos que incluye soñar despierto, letargo, somnolencia, dificultad para mantener la atención y la falta de actividad. Las medidas de SCT han mostrado asociaciones con los síntomas del TDAH, particularmente la falta de atención (Jacobson et al., 2012).
Los datos de investigación confirman la existencia de déficit de atención entre las personas que padecen ensoñación excesiva. Por ejemplo, los ítems que miden los síntomas de falta de atención del TDAH demostraron efectos más grandes para las diferencias entre las personas que padecen la Ensoñación Excesiva y los que no (Bigelsen et al., 2016). Sin embargo, en un estudio reciente sobre la comorbilidad de la Ensoñación Excesiva, Somer, Soffer-Dudek y Ross (2017) demostraron que las personas que padecen la ensoñación excesiva padecen psicopatología por falta de atención generalizada. No menos del 76,9% de las personas que padecen ensoñación excesiva también cumplieron con los criterios de diagnóstico para el TDAH. Veintisiete de los 30 entrevistados diagnosticados con TDAH se identificaron como tipo inatento (69% de la muestra completa). Los participantes de la investigación han atribuido invariablemente sus funciones de atención perturbada a la ensoñación excesiva y afirmaron que su problema precedió a su TDAH. Los investigadores concluyeron que la ensoñación excesiva no puede explicarse mejor por un trastorno de atención comórbido. Se encuentra evidencia adicional para la afirmación anterior en el hecho de que el 23,1% de las personas diagnosticadas con ensoñación excesiva no cumplían con los criterios para el trastorno por déficit de atención/hiperactividad, lo que demuestra que el TDAH no puede explicar por completo la ensoñación excesiva. Aunque la naturaleza de la relación entre estos trastornos comórbidos todavía no se ha resuelto, el tratamiento para la ensoñación excesiva debe incluir claramente la evaluación de la disfunción de la atención y los componentes del tratamiento derivado.

## Diagnóstico
La Escala de Ensoñación Excesiva (del inglés Maladaptive Daydreaming Scale) es un instrumento de autoinforme de 14 ítems diseñado para medir las fantasías anormales. Es una medida estadísticamente válida y confiable de la ensoñación excesiva que diferencia bien entre quienes poseen la patología y quienes no.
Los diagnósticos de salud mental solo se determinan con base en entrevistas estructuradas administradas por un profesional; por lo tanto, no se ha desarrollado ninguna herramienta oficial de diagnóstico para la ensoñación excesiva. Esta es frecuentemente diagnosticada erróneamente como esquizofrenia, desorden mental caracterizado por un comportamiento social anormal y la incapacidad de reconocer lo que es real. La esquizofrenia es considerada una psicosis, mientras que la ensoñación excesiva no es considerada como tal, porque la Escala de Ensoñación Excesiva tiene poca relación con una medida de psicosis. La diferencia fundamental entre ambas patologías es que los pacientes con ensoñación excesiva son conscientes de que los personajes de sus fantasías no son reales y tienen la capacidad de diferenciar entre lo que es real y lo que no. Los pacientes con ensoñación excesiva no oyen voces ni ven a personas que no son reales, mientras que los pacientes con esquizofrenia si tienen estos síntomas.
No existe un diagnosis oficial para la Ensoñación Excesiva, pero las personas que la sufren coinciden en que es una forma intensa y prolongada de soñar despierto que interfiere con su trabajo, relaciones y actividades generales. Las personas que tienen esta forma de ensueño tienen dificultades para volver a sus actividades cuando se sumergen en un pensamiento. Los síntomas reportados han indicado una dificultad en el desplazamiento de la atención en lugar de dificultades para mantener la atención, ya que parecen mantener su atención lo suficientemente bien como para estar sumergidos en una fantasía durante horas. El desplazamiento de la atención es la capacidad de desplazar la atención apropiadamente de un objeto a otro. Más concreto, redirigiendo el foco de atención de una fijación (es decir, un ensueño), hacia un enfoque diferente de atención (es decir, la tarea que se necesita hacer). Estos actos de soñar despierto son muchas veces reportados como involuntarios, altamente inmersivos y repetitivos, por lo que los pacientes con ensoñación excesiva pueden experimentar algo similar a la «preservación de pensamiento» observada en las personas con trastorno obsesivo-compulsivo y las dificultades de cambio de atención experimentadas por las personas con trastorno por déficit de atención con hiperactividad. Al igual que las personas con problemas de desplazamiento de la atención hacen (es decir, TDAH), las personas con ensoñación excesiva tienden a cambiar constantemente e involuntariamente su atención hacia el interior durante las actuaciones monótonas. La diferencia es que las personas que sufren de TDAH no informan tener fantasías tan inmersivas o prolongadas, dada su menor capacidad de atención. Los pacientes con ensoñación excesiva parecen tener la capacidad de mantener y llamar la atención (atención sostenida) y por lo tanto su incapacidad para concentrarse en una tarea importante en lugar de su ensueño puede deberse a una dificultad en dirigir la atención, volver a la tarea consciente y premeditada (desplazamiento de la atención).
Dada su naturaleza privada, es difícil formar una definición generalmente acordada de soñar despierto. La connotación más común es que el soñar despierto representa un cambio de atención lejos de alguna tarea física o mental primaria fijada, o lejos de mirar directamente o escuchar algo en el ambiente externo. La ensoñación normal o fantasía consciente parece más probable que ocurra en condiciones similares a las del sueño nocturno. Una persona que está sola en una situación en la que hay muy poca estimulación externa, quizás la mayoría de las veces justo antes de irse a dormir, es probable que se encuentren involucrados en un ensueño extenso o en un monólogo interior. Soñar despierto tiene mucho que ver con el concepto de mente vagando y hay más estudios realizados bajo este concepto, que bajo el ensueño. En los estudios, la mayoría de los sujetos no eran conscientes de que su propia mente vagaba, lo que sugiere que la vagancia de la mente es más pronunciada cuando carece de meta-conciencia. Lo que se puede sacar de estos estudios es que la detección de conflictos y el control cognitivo son necesarios para traer la atención de nuevo, por lo que las personas que tienen una alta tendencia a vagar mentalmente, podría muy probablemente tener dificultades con esto. Más investigación debe hacerse en torno a los aspectos neurobiológicos que hacen que una persona sueñe de esta manera. Todos nos obsesionamos con las cosas en diversos grados, hay un valor real en quedar atrapados en los ensueños y sobreenfocados, pero algunas personas sufren de esto a tal grado que interfiere con su capacidad para desenvolverse normalmente.
Los síntomas más comunes son:
1. Las experiencias individuales son altamente inmersivas.
2. El individuo puede desarrollar un vínculo emocional con los personajes.
3. Tienden a expresar emociones sin darse cuenta mientras sueñan despiertos: por ejemplo, hablan, ríen, lloran, sonríen o fruncen el ceño durante su ensueño.
4. A menudo existe una relación entre la ensoñación y la música: o bien el individuo utiliza la música con el fin de causar los ensueños, o se sienten incapaces de parar cuando escuchan música.
5. El soñar despierto es compulsivo y al individuo le resulta difícil dejarlo, incluso en detrimento de otras actividades y comportamientos.
6. A menudo hay un tic o movimiento/comportamiento que el individuo realiza de forma inconsciente mientras sueña despierto, tales como tocar un lápiz, comerse las uñas o mover su pierna hacia arriba y hacia abajo.
7. En algunos casos, las personas dicen sentirse mareadas o experimentar dolores de cabeza después de sus ensoñaciones.
8. Algunos exhiben síntomas similares al síndrome de Asperger, trastorno de déficit de atención (e hiperactividad) y trastorno obsesivo-compulsivo. Algunas personas con ensoñación excesiva padecen también ansiedad social y/o depresión. Muchas veces sucede en individuos que tienen deseo de hacer las cosas pero que se ven frustrados al no poderlo lograr (como por ejemplo el hacer amistades y socializar en el caso de quienes padecen de síndrome de Asperger).[15]

## Tratamiento
En enero de 2018, el Dr. Eli Somer publicó un artículo académico denominado «Maladaptive Daydreaming: Ontological Analysis, Treatment Rationale; a Pilot Case Report», el cual aborda un tratamiento para esta enfermedad.